# 14832 Alechinsky
Alechinsky (asteróide 14832) é um asteróide da cintura principal, a 2,0064371 UA. Possui uma excentricidade de 0,1246431 e um período orbital de 1 267,5 dias (3,47 anos).
Alechinsky tem uma velocidade orbital média de 19,67308861 km/s e uma inclinação de 5,72646º.
Este asteróide foi descoberto em 27 de Agosto de 1987 por Eric Elst.